# Nesselsdorf D
Nesselsdorf D (Нессельдорф Д) — модель австро-угорського товариства «Нессельдорфська Вагонобудівна Фабрика» (сьогодні Копрівніце, Моравія, Чехія). Виготовлено 12 машин, при загальному річному випуску автомобілів усіх моделей компанії: 19 у 1903, і 12 у 1904.
Автомобілі мали відкриті кузови без захисту від негоди, вітрового скла, дверей та 2-3 ацетиленові лампи. У центрі шасі за передньою віссю під підлогою кузова розміщувався 4-циліндровий опозитний мотор об'ємом 5.875 см³ і потужністю 24 к.с.. Робоче гальмо діяло на задні колеса, стоянкове на трансмісію. Максимальна швидкість становила 50 км/год. Ресорна підвіска і гарне розподілення мас гарантували комфортну їзду у відкритій кабіні відповідно до тодішніх критеріїв. Один автомобіль купив король Бельгії.